# Уилям Викри
Уилям Викри (на английски: William Vickrey) е американски икономист, роден в Канада.
За своите изследвания на стимулите в условия на непълна или несиметрична информация получава (заедно с Джеймс Мирлийс) Наградата на Шведската банка за икономически науки в памет на Алфред Нобел през 1996 г. Викри умира 3 дни след обявяването на наградата и тя е връчена посмъртно.
У. Викри въвежда идеята за цена на задръстването – ценообразуването на пътищата и други услуги трябва да бъде такова, че потребителите и инвеститорите да съобразят поведението си с това, че услугата се използва с пълен капацитет, а все още има търсене. Тази теория по-късно е частично реализирана от общината на град Лондон.
На Уилям Викри е наименуван тъй нареченият Викри-търг. При този закрит търг победител е наддалият най-много, но плаща втората по височина цена. Важното е, че при този формат за участниците е доминантна стратегия, ако наддават своята истинска максимална готовност на плащане.